# 고지대큰모자이크꼬리쥐
고지대큰모자이크꼬리쥐(Mammelomys lanosus)는 쥐과에 속하는 설치류의 일종이다. 인도네시아 서뉴기니(서파푸아)와 파푸아뉴기니에서 발견된다.

## 특징
꼬리 길이 105~146mm를 제외한 몸길이가 132.4~171mm인 보통 크기의 설치류로 발 길이는 33.4~38mm, 귀 길이는 18.5~20.2mm이다. 몸무게는 최대 123g이다. 털은 길고 부드럽다. 상체는 불그스레거나 갈색빛 노랑이 섞인 회색을 띤다. 하체는 희다.

## 분포 및 서식지
뉴기니섬 중부 산악 지대에 널리 분포한다. 해발 1,000m와 3,200m 사이 산악 이끼림의 일차림과 이차림에서 서식한다.